# ヌクレオシドオキシダーゼ
ヌクレオシドオキシダーゼ（nucleoside oxidase）は、次の化学反応を触媒する酸化還元酵素である。
反応式の通り、この反応は二段階で起こる。まず、イノシンが酸化されて5'-デヒドロイノシンとなり、さらに酸化されて9-リブロノシルヒポキサンチンとなる。
組織名はnucleoside:oxygen 5'-oxidoreductaseである。